# Cara a cara (programa de televisión del Perú)
Cara a cara fue un programa de televisión producido por TV Perú. El programa se basa en entrevistas de análisis político, debate y opinión. El programa también se transmite en TV Perú Noticias.

## Historia
Creado en el 2018, cuando el programa toma el nombre de Cara a Cara. El programa en horario central se centró en entrevistas y análisis de su presentador principal, Enrique Chávez Durán, quien entonces fue director de la revista Caretas y trabajador del canal desde 2015. En el 2019, cambia su nombre a Noticias Cara a Cara.
Desde abril del 2020, por el impacto de la pandemia del COVID-19, reduce su duración a solo una hora, ya que el programa TV Perú Deportes dejó de emitirse, que duró hasta julio del 2020.
En julio de 2020, por el impacto del COVID-19, el programa suspendió sus emisiones, pero en agosto del 2020, vuelve al aire, pero volviendo a denominarse Cara a Cara.
En febrero de 2022 generó controversia cuando IRTP retiró a Enrique Chávez sin un comunicado oficial; el conductor denunció al servicio del Estado al impedir comentar las declaraciones de Pedro Castillo, específicamente al señalar que la «prensa es un chiste». Al día siguiente IRTP negó tratarse de un despido debido a que el contrato con el canal expira el 28 de este mes y confirmó la finalización del programa el 22 de febrero de este año.

## Conductores
- Enrique Chávez (2018-2022)